# الواهمون (مسلسل عراقي)
الواهمون، هو مسلسل عراقي عرض في عام 1995.

## الممثلون
- سهى سالم
- أحلام عرب
- سمر محمد
- أنعام الربيعي
- سهام السبتي
- سامي قفطان
- خليل شوقي
- خليل إبراهيم
- مطشر السوداني
- زهير عباس
- حسن هادي
- محسن العزاوي